# 右田紀久恵
右田 紀久恵（うだ きくえ、1931年2月11日 - ）は、日本の社会福祉学者。大阪府立大学名誉教授。

## 経歴
大阪府生まれ。1953年大阪市立大学家政学部卒。同大学院博士課程中退。1985年「英国における地方自治体社会福祉行財政の研究」で大阪市立大学より学術博士の学位を取得。1969－71年ロンドン大学客員研究員、シェフィールド大学客員教授。1973年大阪社会事業短期大学教授、1981年大阪府立大学教授、86年社会福祉学部長、1994年定年退官、名誉教授、東京国際大学教授、広島国際大学副学長・医療福祉学部教授。

## 著書
- 『自治型地域福祉の理論』ミネルヴァ書房 社会福祉研究選書 2005

### 共編著
- 『児童福祉概説』柴田善守共著 家政教育社 1965
- 『現代の地域福祉』住谷磬共編 法律文化社 1973
- 『社会福祉の歴史 政策と運動の展開』高沢武司,古川孝順共編 有斐閣選書 1977
- 『児童と社会保障』坂寄俊雄共編 法律文化社 選書現代の生活と社会保障 1980
- 『講座社会福祉 6 社会福祉の法と行財政』佐藤進共編 有斐閣 1982
- 『地域福祉 いま問われているもの』井岡勉共編著 ミネルヴァ書房 1984
- 『地域福祉講座 6 組織化活動の方法』牧里毎治共編 中央法規出版 1985
- 『地域福祉講座 5 在宅福祉の展開』小田兼三共編　中央法規出版 1985
- 『地域福祉講座 4 ボランティア活動の実践』岡本栄一共編 中央法規出版 1986
- 『地域福祉講座 3　福祉の環境づくり』定藤丈弘共編 中央法規出版 1986
- 『地域福祉講座 2 福祉組織の運営と課題』高田真治共編 中央法規出版 1986
- 『地域福祉講座 1 社会福祉の新しい道』高田真治共編 中央法規出版 1986
- 『福祉財政論』平野隆之、里見賢治、山本隆共著 ミネルヴァ書房 Minerva社会福祉基本図書 1989
- 『自治型地域福祉の展開』編著 法律文化社 1993
- 『地域福祉総合化への途 家族・国際化の視点をふまえて』編著 ミネルヴァ書房 1995
- 『21世紀への架け橋-社会福祉のめざすもの 第3巻　社会福祉援助と連携』小寺全世,白澤政和共編著 中央法規出版 2000
- 『21世紀への架け橋-社会福祉のめざすもの 第1巻　社会福祉の理論と政策』秋山智久,中村永司共編著 中央法規出版 2000
- 『21世紀への架け橋-社会福祉のめざすもの 第2巻　福祉の地域化と自立支援』上野谷加代子,牧里毎治共編著 中央法規出版 2000
- 『地域福祉の源流と創造』三浦文夫,大橋謙策共編著 中央法規出版 2003
- 『エンサイクロペディア社会福祉学』仲村優一,一番ヶ瀬康子共監修 岡本民夫,田端光美,濱野一郎,古川孝順,宮田和明編 中央法規出版 2007

### 監修
- 『岡村理論の継承と展開』全4巻 白澤政和共監修 ミネルヴァ書房 2012

### 翻訳
- J.H.ガルパー『変革の社会福祉』井岡勉・宮田和明共訳 ミネルヴァ書房 1980

## 参考
- [ISBN　978-4-641-28058-8]
- 右田紀久恵教授経歴・業績目録 (右田紀久恵教授退官記念論文集) 社会問題研究 1994-03
- 『現代日本人名録』2002年